# Хоровецька волость
Хоровецька волость — адміністративно-територіальна одиниця Ізяславського повіту Волинської губернії з центром у селі Хоровець. 
Наприкінці ХІХ ст. до складу волості увійшли поселення Бронники та Городнявка сусідньої Судилківської волості.
Станом на 1886 рік складалася з 7 поселень, 7 сільських громад. Населення — 4279 осіб (2132 чоловічої статі та 2147 — жіночої), 399 дворових господарств.
|                     | Площа, десятин | У тому числі орної, десятин |
| ------------------- | -------------- | --------------------------- |
| Сільських громад    | 4398           | 2605                        |
| Приватної власності | 7733           | 1609                        |
| Іншої власності     | 149            | 99                          |
| Загалом             | 12280          | 4313                        |

Поселення волості:
- Хоровець — колишнє власницьке село при річці Корчик, 905 осіб, 116 дворів[2], волосне правління (50 верст від повітового міста); православна церква, школа, постоялий будинок, водяний млин, вітряк, винокурний завод.
- Гута — колишнє власницьке село, 203 особи, 20 дворів, каплиця, школа, постоялий будинок, вітряк.
- Корчик — колишнє власницьке село при річці Корчик, 695 осіб, 80 дворів, православна церква, школа, постоялий будинок, водяний млин, вітряк.
- Пашуки — колишнє власницьке село при річці Корчик, 543 особи, 60 дворів, каплиця, школа, постоялий будинок, вітряк.
- Рилівка — колишнє власницьке село, 402 особи, 30 дворів, православна церква, школа, постоялий будинок, водяний млин, вітряк.
- Романів — колишнє власницьке село, 380 осіб, 48 дворів, школа, постоялий будинок.
- Хутір — колишнє власницьке село, 475 осіб, 45 дворів, школа, постоялий будинок.